# Tours
Tours (AFI: [tuʁ]) è un comune francese di 140.000 abitanti, che raggiunge i 370.000 abitanti nel più vasto ambito della Città Metropolitana. Situato nella Francia centro-occidentale, è il capoluogo del dipartimento Indre e Loira nella regione Centro-Valle della Loira, di cui è anche la città più popolosa. Capitale della storica regione della Turenna, è stata classificata dallo Stato francese come città d'arte e di storia e inserita nel patrimonio dell'umanità dell'UNESCO nel 2000. Punto di partenza per la visita dei famosi castelli della Loira, Tours è una città attiva di commerci, industrie e importante centro universitario con una prestigiosa scuola di economia. I suoi abitanti prendono il nome di Tourangeaux.

## Geografia fisica
La città è situata sui fiumi Loira e Cher, poco a monte della loro confluenza, in un punto in cui il loro attraversamento è relativamente agevole.

## Storia

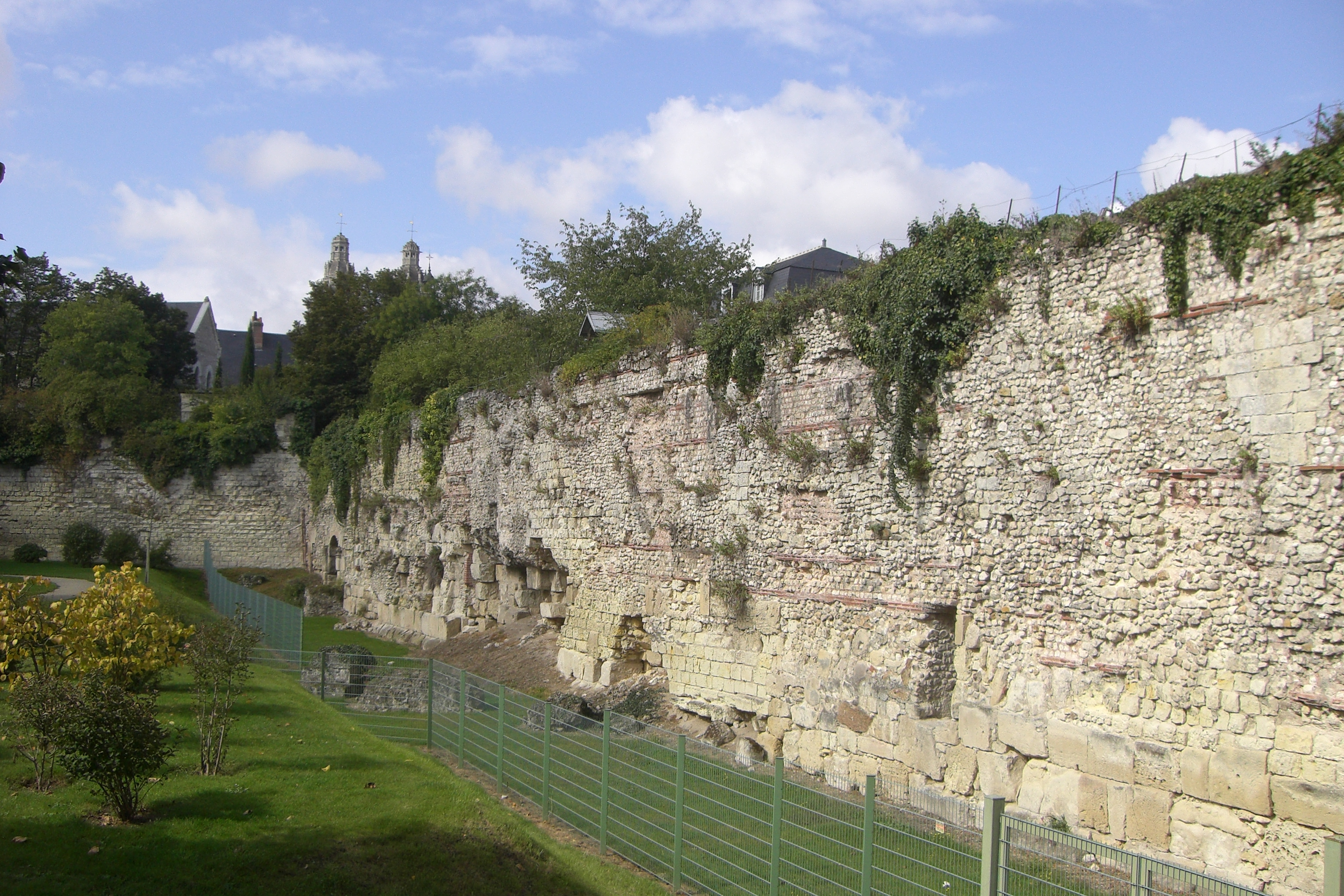
Le mura gallo-romane.

### Origini
La zona in cui sorge l'abitato fu sede di villaggio gallico tra il 180 e il 120 a.C. Il territorio era abitato dai Galli del popolo dei Turones (Turoni).
Dopo la conquista della Gallia da parte dei Romani, nello stesso sito venne fondata una città romana tra la fine del I secolo a.C. e gli inizi del secolo successivo, che prese il nome di Caesarodunum ("la collina di Cesare"). La città si sviluppò nel corso del I e del II secolo, raggiungendo un'estensione di 80 o 60 ha, ma rimanendo priva di mura. Ebbe un enorme anfiteatro, che doveva servire anche alla popolazione dei dintorni, un grande tempio gallo-romano, due impianti termali pubblici e un ponte in legno che attraversava il fiume Loira.
Nel IV secolo il nome divenne definitivamente quello di Civitas Turonorum. Fu costruita una cinta muraria, imperniata sull'anfiteatro, già precedentemente trasformato in fortezza, che racchiuse l'abitato, fortemente contratto, in un piccolo castrum, con un nuovo ponte sul fiume. Molti monumenti più antichi furono smantellati per reimpiegarne i blocchi nelle nuove mura.

### Cristianesimo

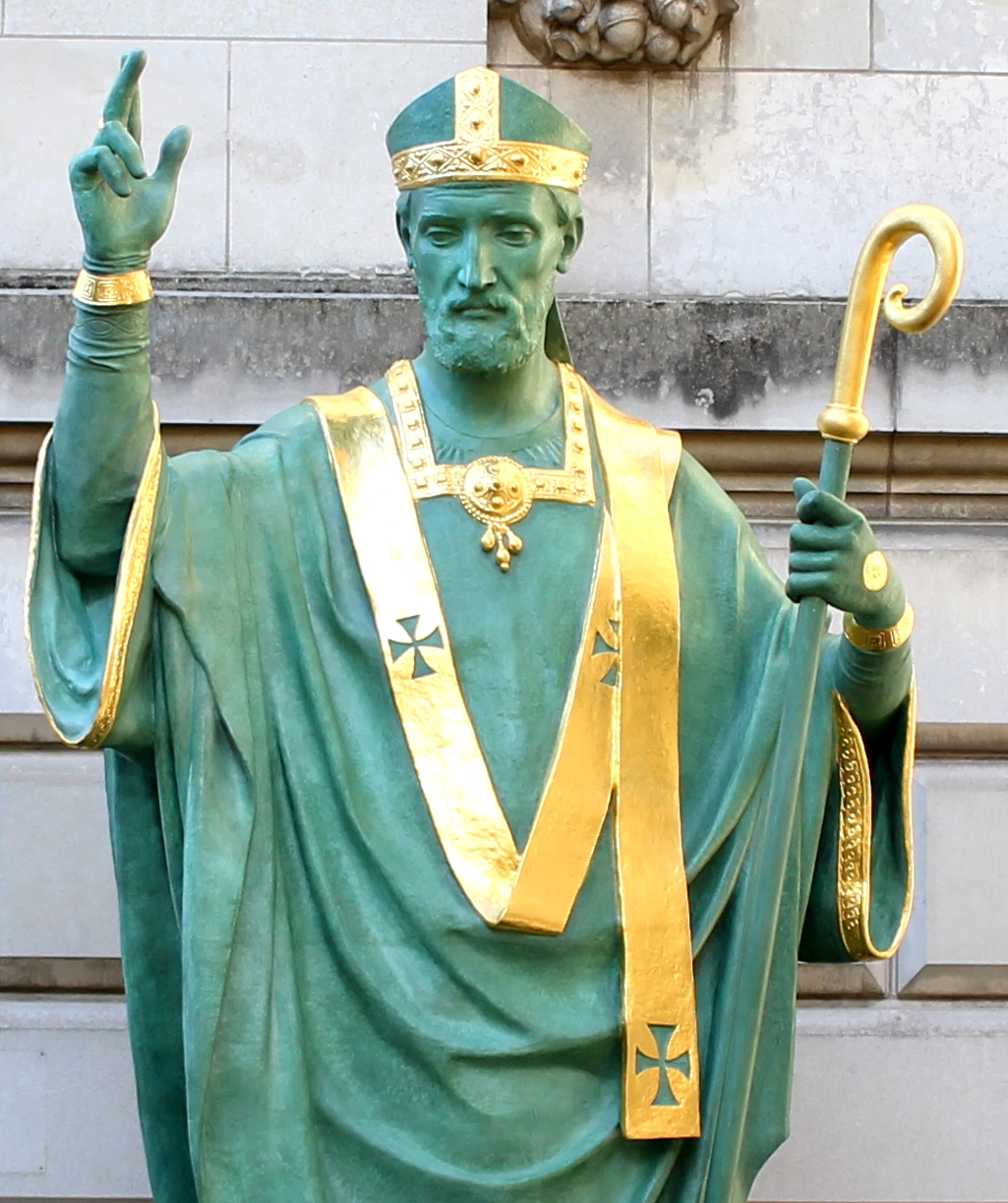
Statua bronzea di San Martino posta all'esterno dell'omonima basilica.

Lo storico san Gregorio di Tours (m. 594), autore della Historia Francorum (la Storia dei Franchi), racconta che nell'anno 250 d.C. furono inviati da Roma sette vescovi per evangelizzare la Gallia, uno dei quali fu san Gaziano (St. Gatien) che divenne il primo vescovo della città e trasformò Tours in un importante centro religioso. Una delle figure che caratterizzarono la storia della città fu San Martino, il soldato romano originario di Pannonia reso famoso dalla leggenda della sua conversione quando, alle porte di Amiens, divise il suo mantello con un povero e la notte successiva gli apparve in sogno Cristo coperto con la metà della cappa. Al suo risveglio ritrovò il suo stesso mantello integro. San Martino fu ordinato, nel 371 o 372, terzo vescovo di Tours e completò la sua cristianizzazione. Sepolto nelle vicinanze della città, la leggenda a cui era legato attirò così numerosi pellegrinaggi che rapidamente vi sorse una cappella e poi un centro abitato che prese il nome di Martinopolis, o anche Châteauneuf. Nella seconda metà del 400 il borgo religioso si fuse definitivamente con il nucleo urbano d'impianto romano originando così la città di Tours. L'importanza del culto del santo nella regione fece di Tours uno dei più importanti luoghi del Cristianesimo occidentale nel Medioevo, e in particolare una tappa fondamentale nel cammino verso Santiago di Compostela.

### La battaglia di Poitiers

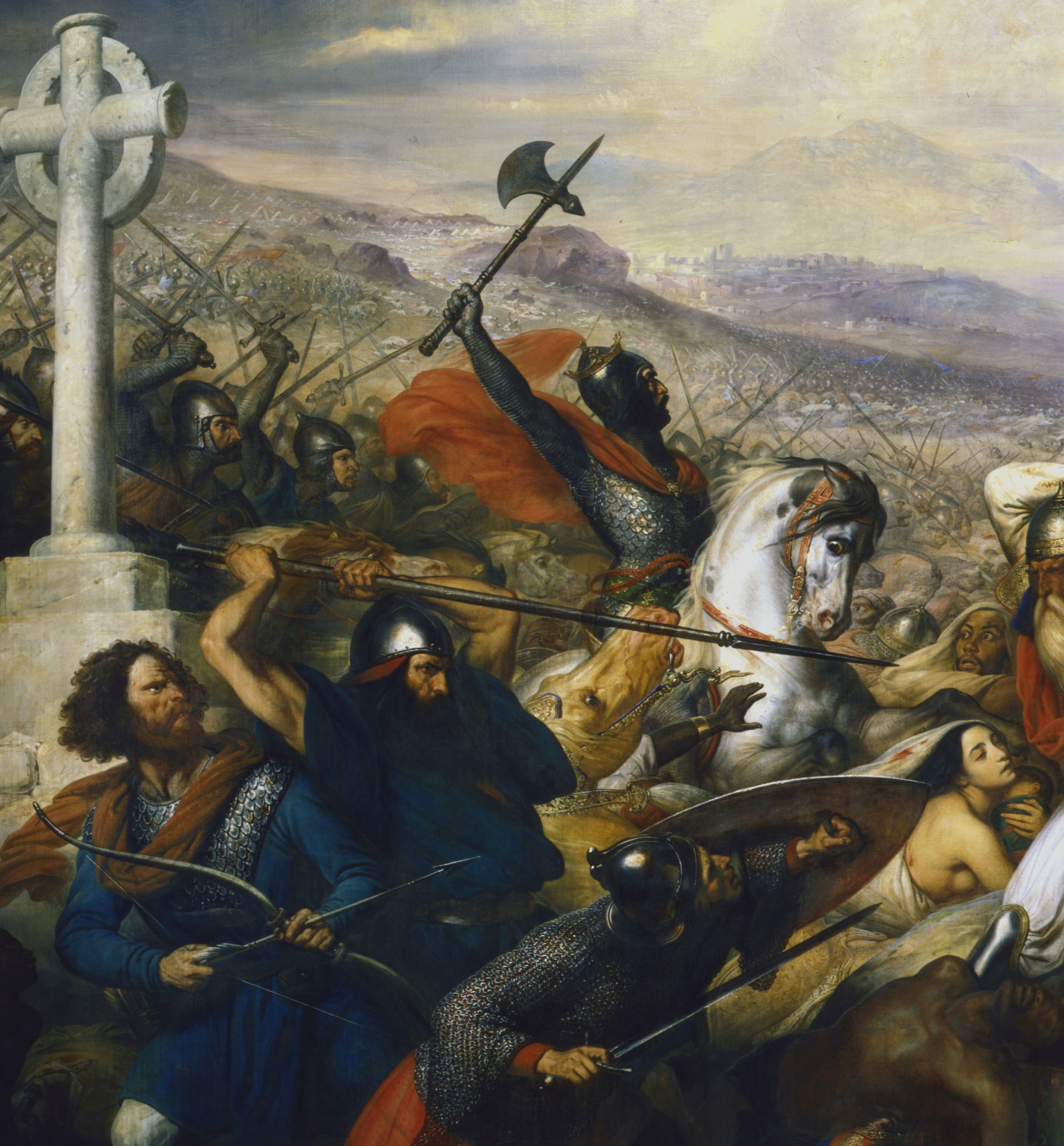
Una rappresentazione della Battaglia di Poitiers del 732.

Nell'VIII secolo Tours ha rappresentato un importante baluardo cristiano contro l'avanzata araba. Nel 732 Carlo Martello dovette affrontare gli eserciti musulmani del governatore di Al-Andalus ʿAbd al-Raḥmān al-Ghāfiqī che progettava un'offensiva attraverso la frontiera franca allo scopo, fra gli altri, d'andare a saccheggiare il santuario di San Martino di Tours, ricco di offerte votive. In questa occasione il duca Eudes d'Aquitania non poté bloccarlo da solo e chiese aiuto a Carlo, allora solo uno dei maggiordomi di Palazzo pipinide. Nell'ottobre gli eserciti di Carlo e del duca furono riuniti per fronteggiare la razzia che avvenne il 19 (o il 17) ottobre 732 a Moussais, nell'attuale comune di Vouneuil-sur-Vienne, fra Tours e Poitiers. Carlo fece di tutto per evitare lo scontro e limitare il saccheggio ai dintorni. Ciò ebbe il duplice effetto di riempire di bottino i musulmani, rendendoli meno mobili e smaniosi. Al termine di sei giorni di saccheggio la battaglia, conosciuta come la Battaglia di Poitiers, fu abbastanza breve: Carlo uccise al-Ghāfiqī e questo fece decidere le truppe arabe a riprendere le vie del ritorno. Secondo alcuni autori fu a seguito di questa vittoria che Carlo fu soprannominato Martello, dal momento che aveva violentemente colpito le truppe musulmane a mo' di martello (il martello era all'epoca anche un'arma da combattimento).

### Capitale della Francia

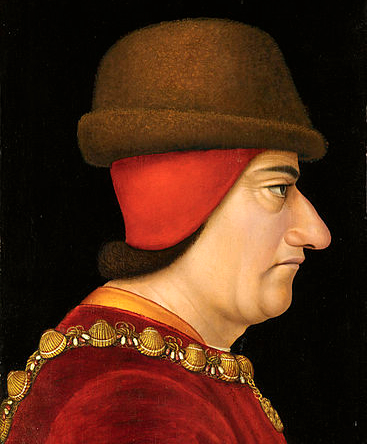
Luigi XI di Francia.

Il 25 settembre 1461, il nuovo re Luigi XI spostò la sua residenza da Parigi a Tours, città a lui devota, e la rese capoluogo della contea di Tours o Turenna. Pose la sua nuova residenza nel castello dei Montils (attuale castello del Plessis a La Riche, nei sobborghi di Tours) e impiantò le prime seterie, una nuova zecca (Denier Tournois) e due grandi Fiere Reali di quindici giorni a maggio e a settembre. Fino al XVI secolo Tours e la sua regione rimasero residenza stabile dei re di Francia e della loro corte con Luigi XI, Carlo VIII, Luigi XII e Francesco I. Ebbe così inizio il cosiddetto Rinascimento francese. Tours ancora oggi si caratterizza per i grandiosi monumenti sorti durante quel periodo, quando furono costruite numerose dimore private e castelli, in parti riuniti sotto la generica denominazione di castelli della Loira.
Il ritorno permanente della corte a Parigi e quindi a Versailles segnarono l'inizio di un lento declino.
Nonostante ciò il ruolo di capitale di Francia le si ripresentò per altre due volte, anche se per brevi e non molto felici vicissitudini. Come nella disfatta del 1870 nella Guerra franco-prussiana, quando il governo in fuga da Parigi vi si rifugiò prima che anche Tours cadesse sotto i prussiani. Come pure nel 1940 quando il governo francese in fuga dai nazisti vi fece tappa prima di rifugiarsi a Vichy.

### Storia contemporanea
Nel XIX secolo l'arrivo della ferrovia rivitalizzò l'antico centro, facendone un importante crocevia (stazione di Saint-Pierre-des-Corps). Questa posizione privilegiata fu il segnale per un rinnovamento della città, che nel corso del XX secolo è divenuta un'agglomerazione dinamica demograficamente, rivolta economicamente verso il terziario.
Nel 1920 la città accolse il Congresso di Tours (congrès de Tours), nel quale venne costituito il Partito Comunista Francese. Nel 1940 ospitò temporaneamente il governo della parte libera della Francia. Nel 1940 fu duramente colpita dai bombardamenti alleati, durante il quale il centro cittadino andò quasi completamente distrutto per la sua prossimità con il ponte Wilson che passava la Loira.

Blasone di Tours

La storia recente di Tours è segnata dalla personalità di Jean Royer, che ne fu sindaco per 36 anni e che salvò i resti del centro storico (Vieux-Tours) da una totale demolizione e ne fece uno dei primi secteurs sauvegardés (settori urbani salvaguardati): il restauro esemplare ispirò la legge Malraux sulla preservazione dei centri antichi. Jean Royer favorì inoltre negli anni 1970 l'espansione della città verso sud, modificando il corso del fiume Cher per edificare i quartieri delle Rives du Cher e delle Fontaines, che all'epoca furono il più esteso cantiere urbano d'Europa. Nel 1970 fu inoltre fondata l'Università François-Rabelais, il cui centro fu sistemato sulle rive della Loira in pieno centro cittadino, invece che secondo l'uso dell'epoca in un apposito campus in periferia.

### Araldica
Stemma con armi tradizionali della città di Tours:
"Di nero, a tre torri d'argento, aperte, murate e finestrate di 2, poste in fascia, del campo, coperte e bandieruolate di rosso; al capo d'azzurro, caricato da tre gigli d'oro, posti in fascia".

## Monumenti e luoghi d'interesse

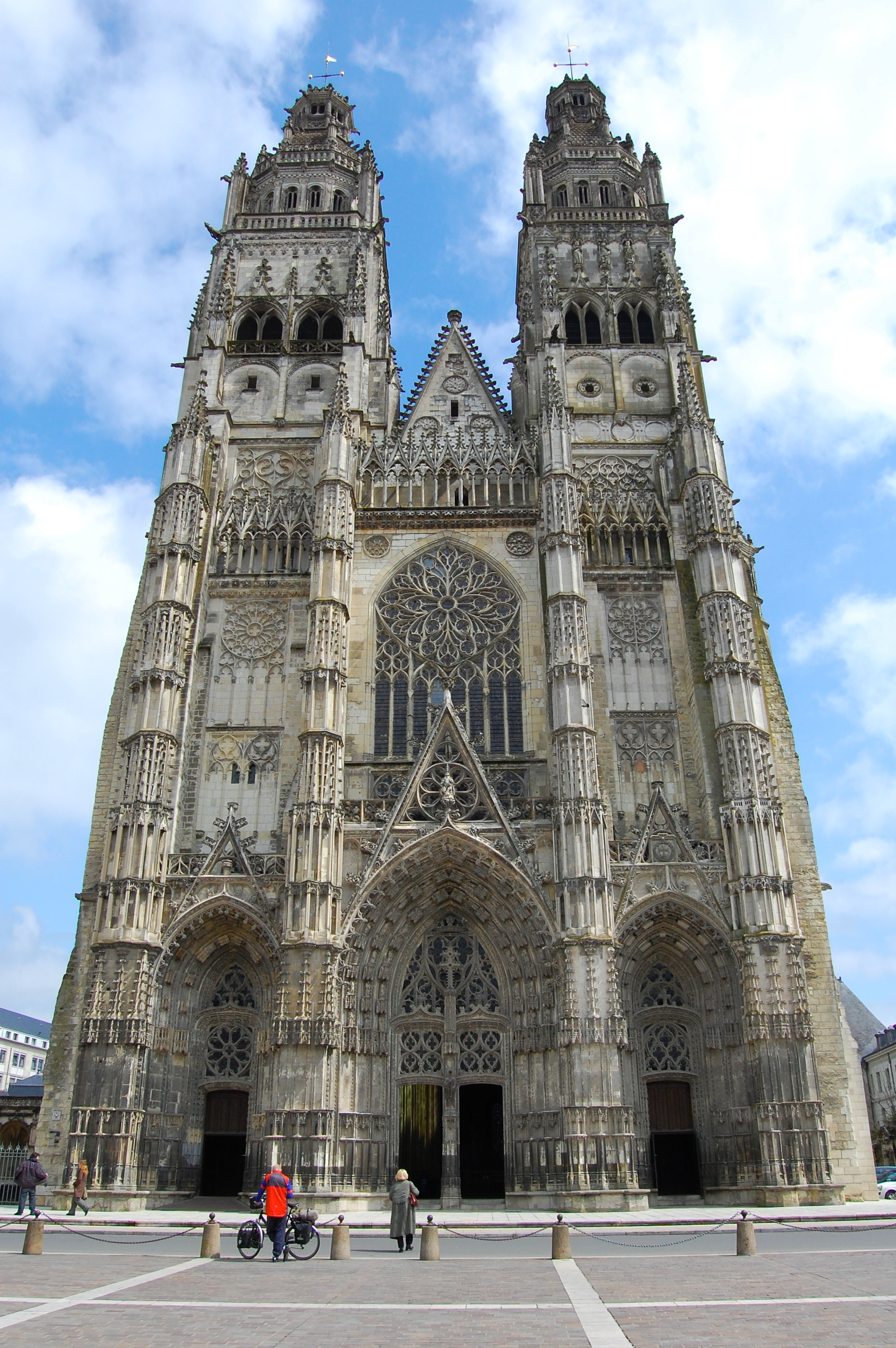
La cattedrale di Saint-Gatien

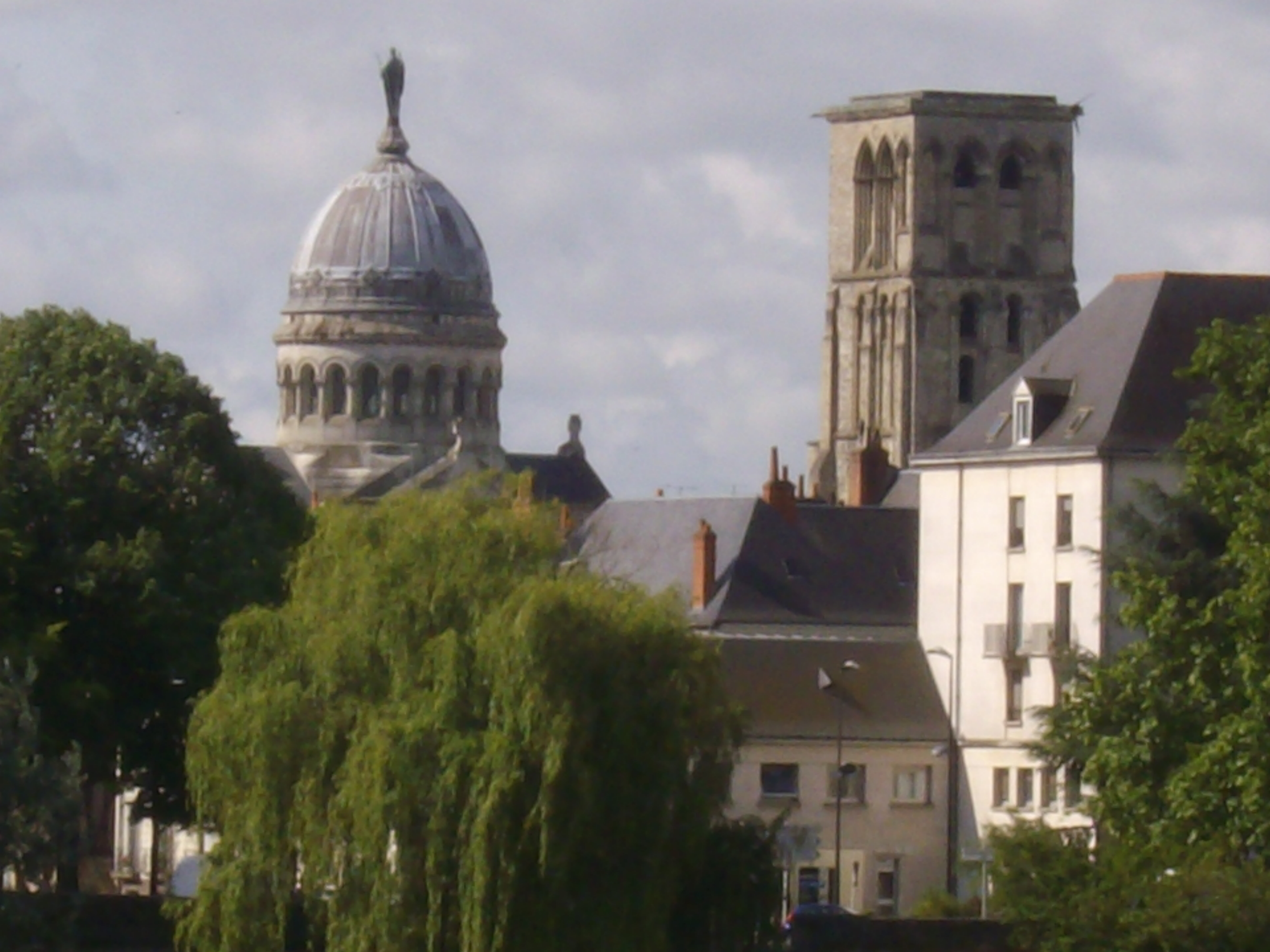
Veduta della Basilica di San Martino

### Edifici religiosi
Cattedrale di San Gaziano
La Cathédrale Saint-Gatien, conosciuta dagli abitanti di Tours come "la Gatienne", è un grande e pregevole edificio dalla lunga storia. La sua costruzione, iniziata nel XIII secolo si è protratta fino alla metà del XVI secolo, infatti abbraccia tutte le fasi dello stile gotico, dal primitivo, al fiorito fino al fiammeggiante e addirittura riporta elementi rinascimentali. Famosa per l'elaboratissima facciata e le pregevoli vetrate istoriate.
Chiostro della Psalette
Il Cloître de la Psalette, da belle forme gotico-fiammeggianti, si apre sul lato nord della Cattedrale e prende il nome dalla sua antica funzione di scuola dei psaumes, canti religiosi. L'ala ovest, di cui rimane una parte, e l'angolo di quella nord, vennero edificati intorno al 1460. L'ala ovest è formata da sette campate aperte al pian terreno da una serie di arcate e al primo piano da finestre crociate. Le arcate sono riccamente decorate da motivi vegetali. Tutto il piano ospita la Biblioteca dei Cantori. Le gallerie nord ed est furono aggiunte all'inizio del XVI secolo e al loro incrocio venne edificata nel 1524 una graziosa torre scalare rinascimentale su modello di quella più famosa del Castello di Blois, accessibile per una bella porta inquadrata da pilastri e arabeschi. Dietro la scala si trova la rinascimentale Cappella dei Canonici, che conserva ancora alle pareti resti degli affreschi come i Re Magi e la Fuga in Egitto. Le atmosfere medievali del chiostro ispirarono il famosi scrittore di Tours, Honoré de Balzac, nello scrivere e ambientare Le Curé de Tours (il Curato di Tours), romanzo con novelle ricche di gelosia e intrighi di provincia; e il racconto medievale del Maitre Cornelius, ambientato nella cattedrale stessa.
Basilica di San Martino
La Basilique Saint-Martin è stato un importantissimo edificio nel Medioevo, tappa fondamentale della via Turonensis del cammino di Santiago di Compostela. Distrutto durante la Rivoluzione francese, venne riedificato in stile Neoromanico-neobizantino fra il 1886 e il 1890 dall'architetti Victor Laloux. Accoglie la tomba con i resti di San Martino di Tours ed è Basilica minore dal 1925.
Abbazia di San Giuliano
L'Abbaye de Saint-Julien sorge sul luogo di un'antica cappella monastica del VI secolo. Distrutta con il monastero nell'853 dai Normanni vennero restaurati nel 983. Nel 1084 l'Abbazia venne riedificata, ma in seguito ai danni di un uragano venne rieretta ancora nel 1259, l'edificio attuale. Saccheggiata dai Protestanti nel 1562, Enrico III vi installerà il Parlamento della Turenna, che vi resterà per cinque anni. Nel 1734 il titolo di abate di San Giuliano si spense e all'inizio della Rivoluzione restavano solo pochi monaci. Divenuta Scuderia, la chiesa è stata restituita al culto nel 1859. È classificata Monumento storico già dal 1840.
Abbazia di Marmoutier
L'Abbazia di Marmoutier venne fondata da San Martino di Tours nel 372. Soppressa durante la Rivoluzione francese nel 1799, venne in parte demolita.

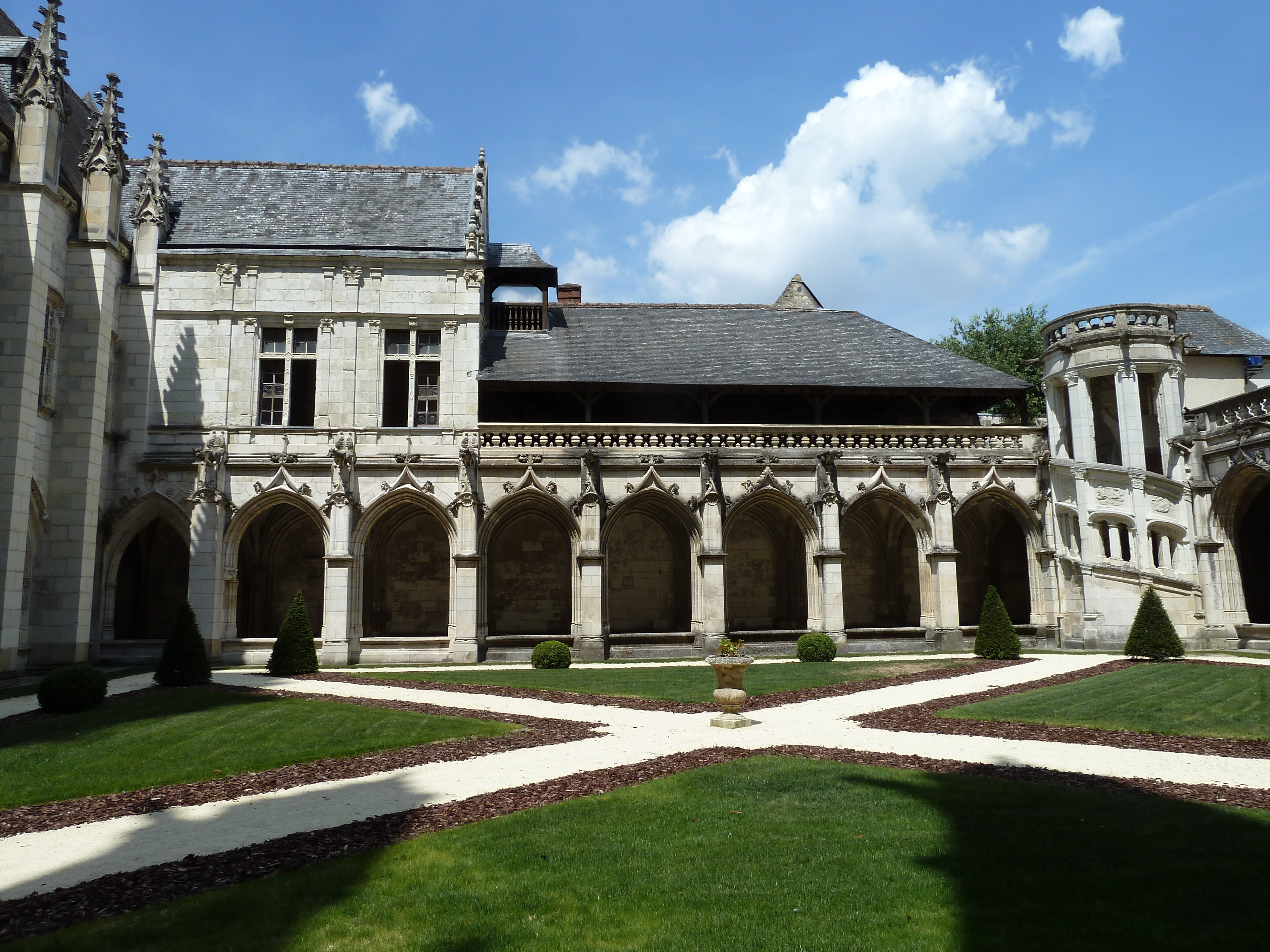
Chiostro della Psalette.
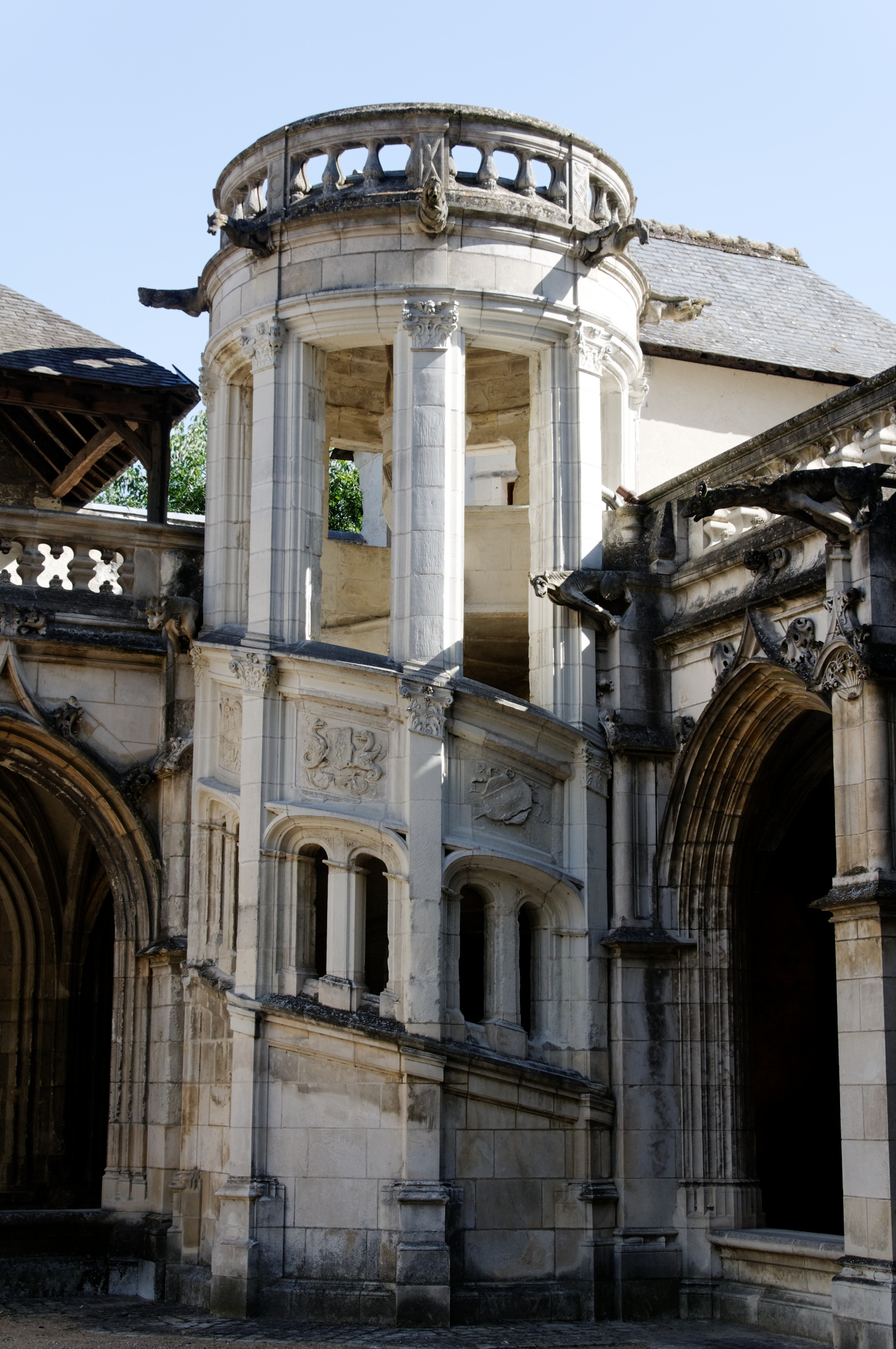
Chiostro della Psalette.
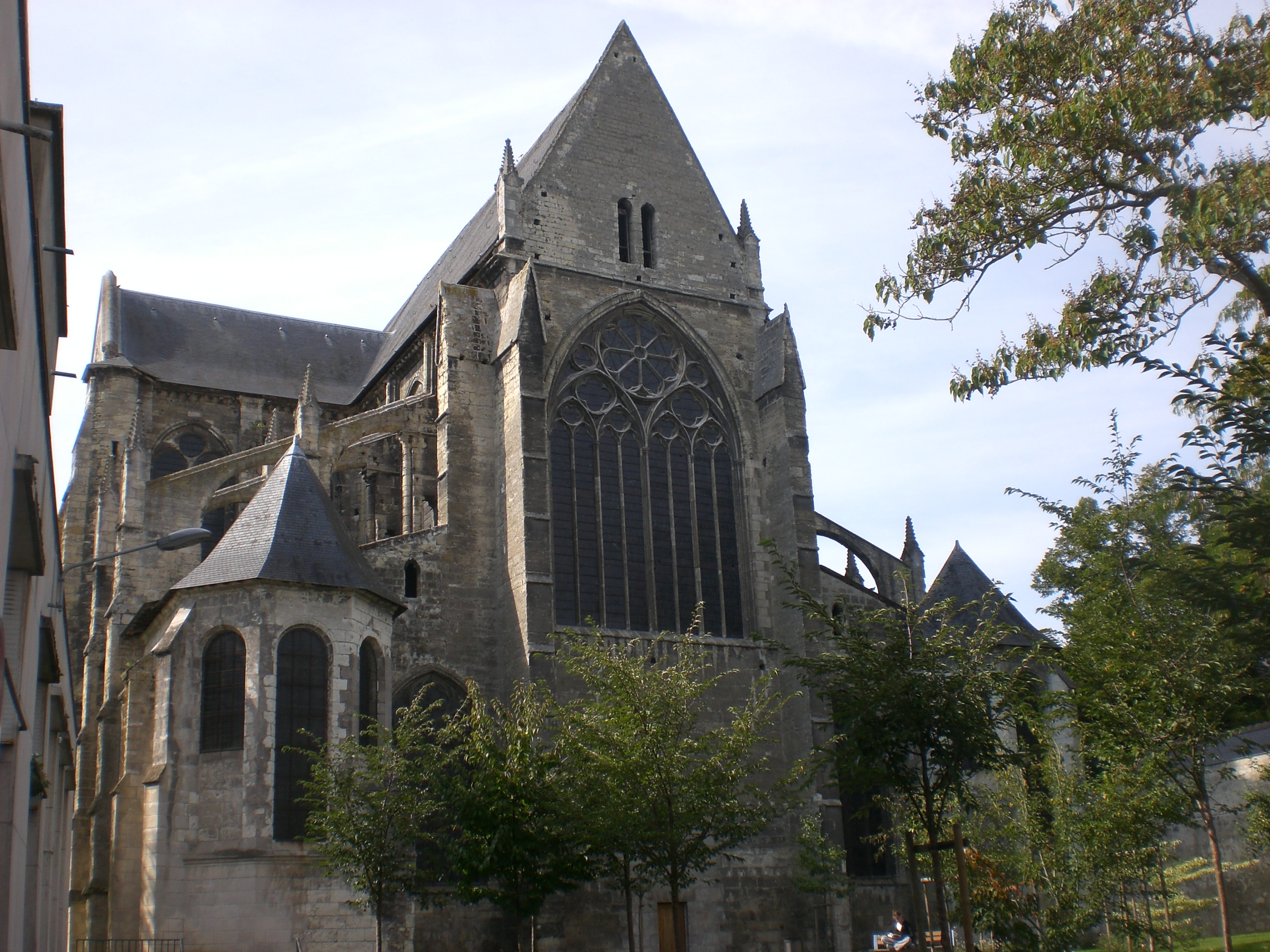
Abbazia di S. Giuliano.

### Edifici civili

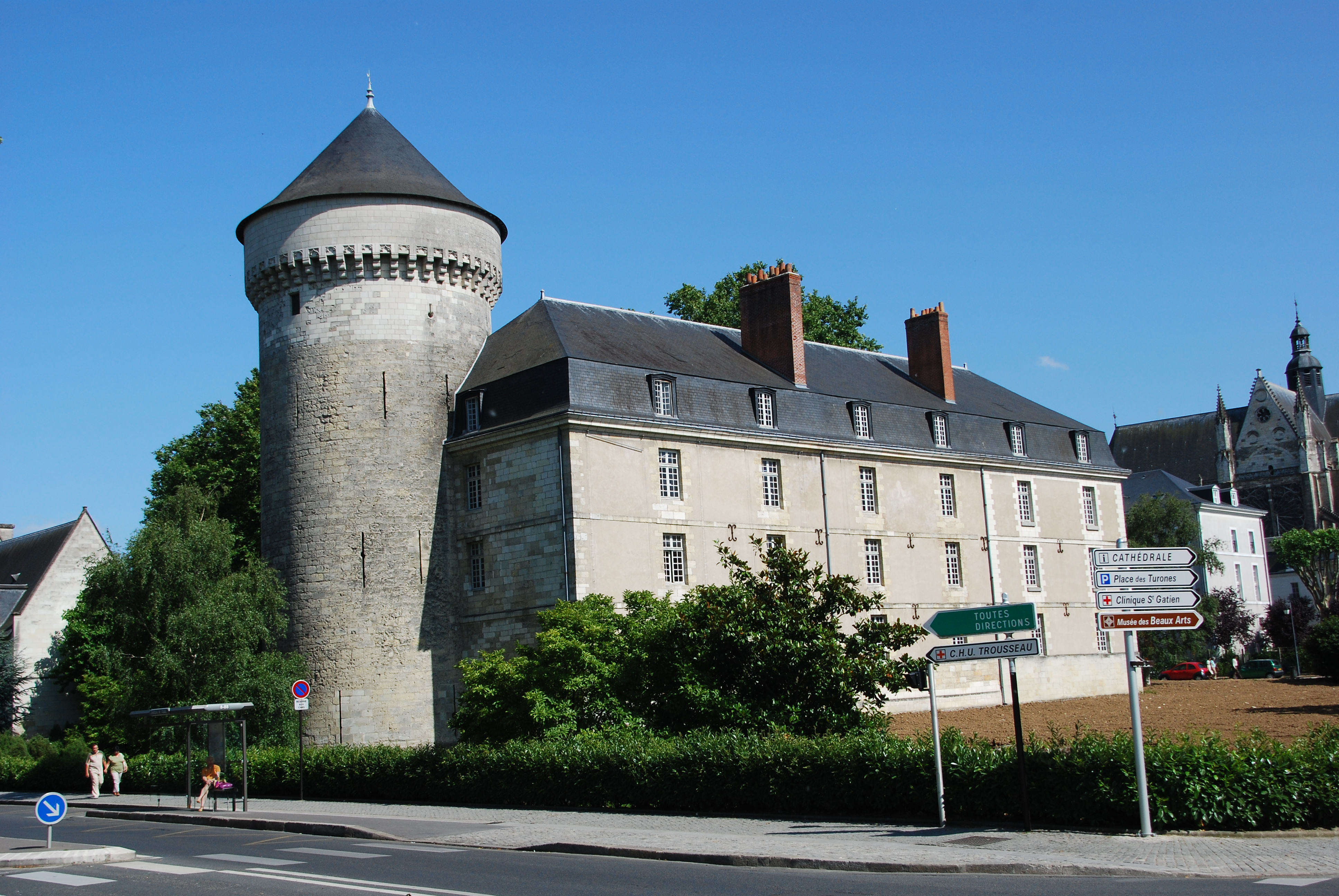
Castello di Tours

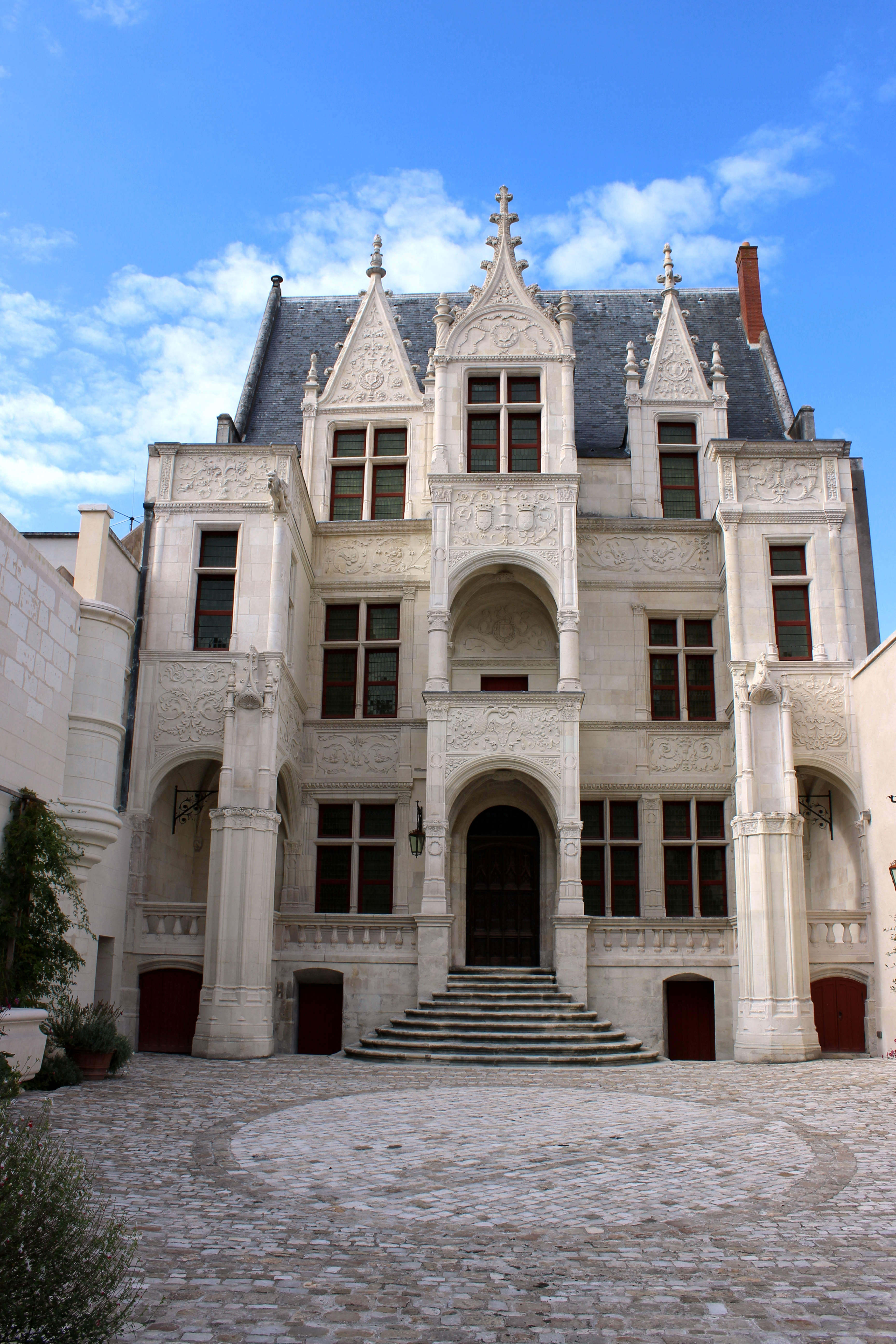
Hôtel Goüin

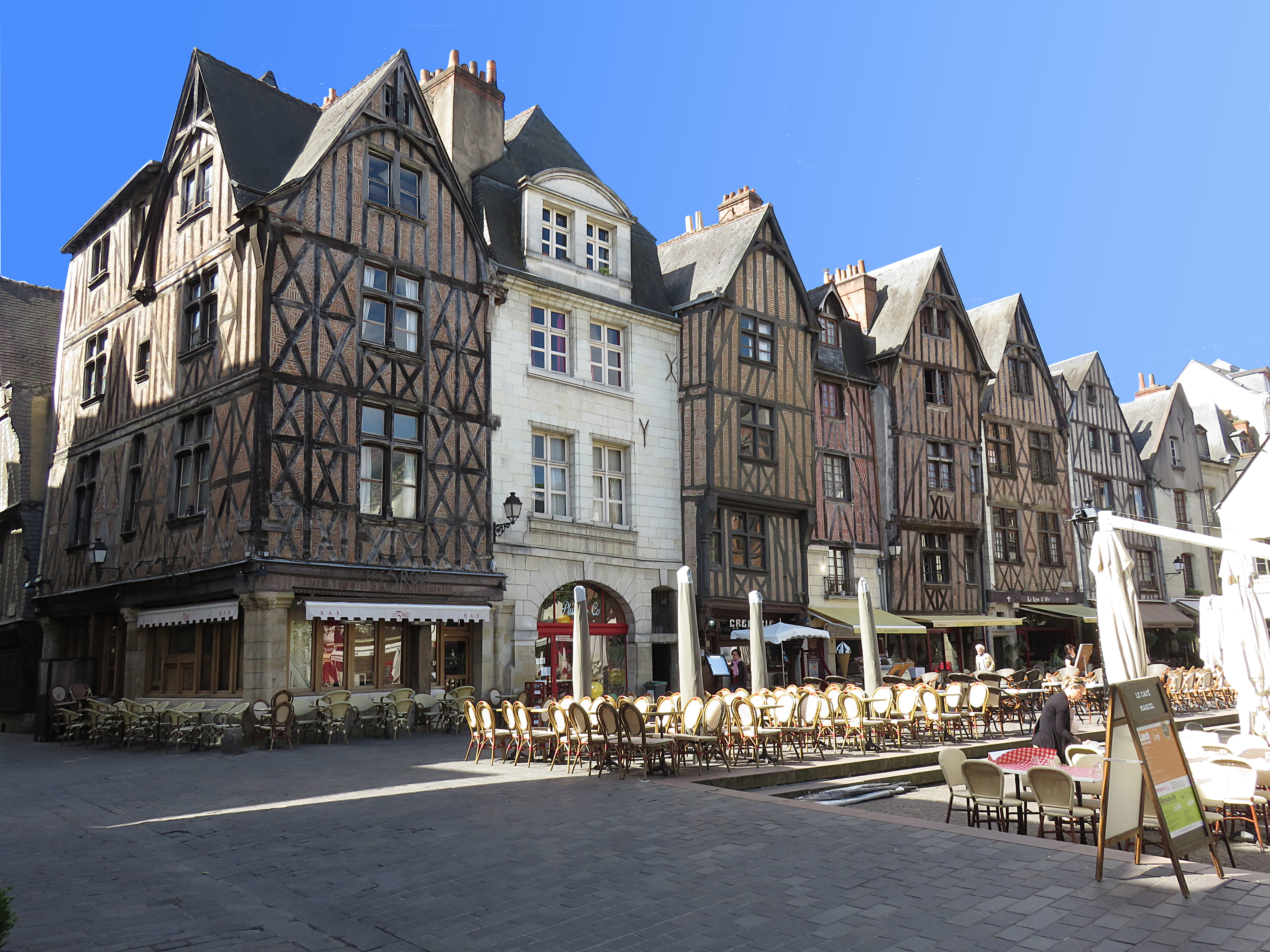
La Place Plumereau

Château de Tours. Una prima residenza signorile sembra esservi stata eretta in epoca carolingia, prima dell'886 e parzialmente in legno, per Hugues l'Abbé. Questo edificio venne sostituito alla metà dell'XI secolo da una costruzione più importante; in pietra, appoggiata contro le mura gallo-romane. Era composto da una vasta sala (m 28 × 8) e da una torre quadrata di 6 metri per lato. Questi elementi sono stati rilevati dagli scavi effettuati dal 1974 al 1978 da H. Galinié. L'edificio è attribuito alla Casa d'Angiò, e in particolare a Goffredo Martello, che prese possesso della Turenna nel 1044 a rimpiazzare Thibault de Blois.
Le torri di Guisa e quella cilindrica detta cachot (segreta) sono gli angoli ovest del castello ricostruito leggermente più a est del precedente alla fine del XIII secolo. Si prospettava come un quadrilatero con quattro pesanti torri angolari, era contornato da un fossato e da un altro muro che delimitava una bassa corte. La torre di Guisa fungeva da mastio; il tetto conico poggia su un coronamento rifatto nel XV secolo. Il nome della torre ricorda la prigionia del giovane Duca di Guisa, incarcerato in seguito all'omicidio del padre, e scappato nel 1591. Del castello reale oggi non resta che la detta torre e il Logis des Gouverneurs, del XV secolo.
Palazzo Goüin
L'Hôtel Goüin è una rara vestigia dell'architettura rinascimentale a Tours. La prima dimora, gotica del Quattrocento, venne trasformata nel XVI secolo da René Gardette, esponente di una famiglia di mercanti di sete, nello stile rinascimentale che ancora la caratterizza. Il nome Goüin deriva da una famiglia di ricchi banchieri bretoni che l'acquistarono nel 1738. Gravemente danneggiato durante la seconda guerra mondiale, ne restò solo la preziosa facciata, scolpita e decorata a motivi floreali, e la torre scalare a logge. Fortunatamente il palazzo venne ricostruito fedelmente all'originale e oggi è sede del Museo Archeologico della Società della Turenna, un'importante collezione di belle arti che ricopre tutti i periodi della storia, dalla preistoria al XIX secolo e che spazia dalla ceramiche, alle sculture, ai mobili. Vi si può, inoltre, ammirare la ricostruzione dello studio di fisica di Jean-Jacques Rousseau proveniente dal Castello di Chenonceau, in una bella cornice di boiserie del Settecento.
Palazzo Beaune-Semblançay
L'Hôtel Beaune-Semblançay era la più grande e fastosa dimora rinascimentale della città. Non ne resta che la splendida facciata. Il palazzo venne costruito dall'architetto Guillaume Besnouard nel 1507-08 per Jacques de Beaune-Semblançay, sovrintendente generale delle Finanze del Regno di Francia, sotto Francesco I. La residenza venne distrutta in gran parte durante i pesanti bombardamenti del giugno del 1940. Solo la facciata si è conservata, e una cappella su logge che vi si erge di fronte, risalente al XVII secolo.
Nella piazzetta prospettante il palazzo, sistemata a giardino, è stata locata la cosiddetta Fontaine de Beaune, delicatamente scolpita in marmo bianco nel 1511 dall'Atelier di Michel Colombe. Installata nel 1820 sulla Place du Grand-Marché (piazza del Mercato Grande), scamperà miracolosamente ai bombardamenti.
Piazza Plumereau
La Place Plumereau rappresenta il cuore dell'antico centro storico di Tours, detto comunemente in francese Vieux-Tours. Rappresenta un importante complesso di architettura medievale secondo la maniera diffusa nell'Europa centro-settentrionale della costruzione a graticcio.
Palazzo arcivescovile
Il Palais des Archevêques, attuale "Museo delle Belle Arti" (Musée des Beaux-Arts) è la lussuosa residenza degli arcivescovi di Tours. Venne riedificato tra il XVII e il XVIII secolo sui resti dell'antica cinta muraria gallo-romana.
Municipio

L'Hôtel de Ville, come la Stazione ferroviaria, vennero costruiti dall'architetto cittadino Victor Laloux nel XIX secolo.

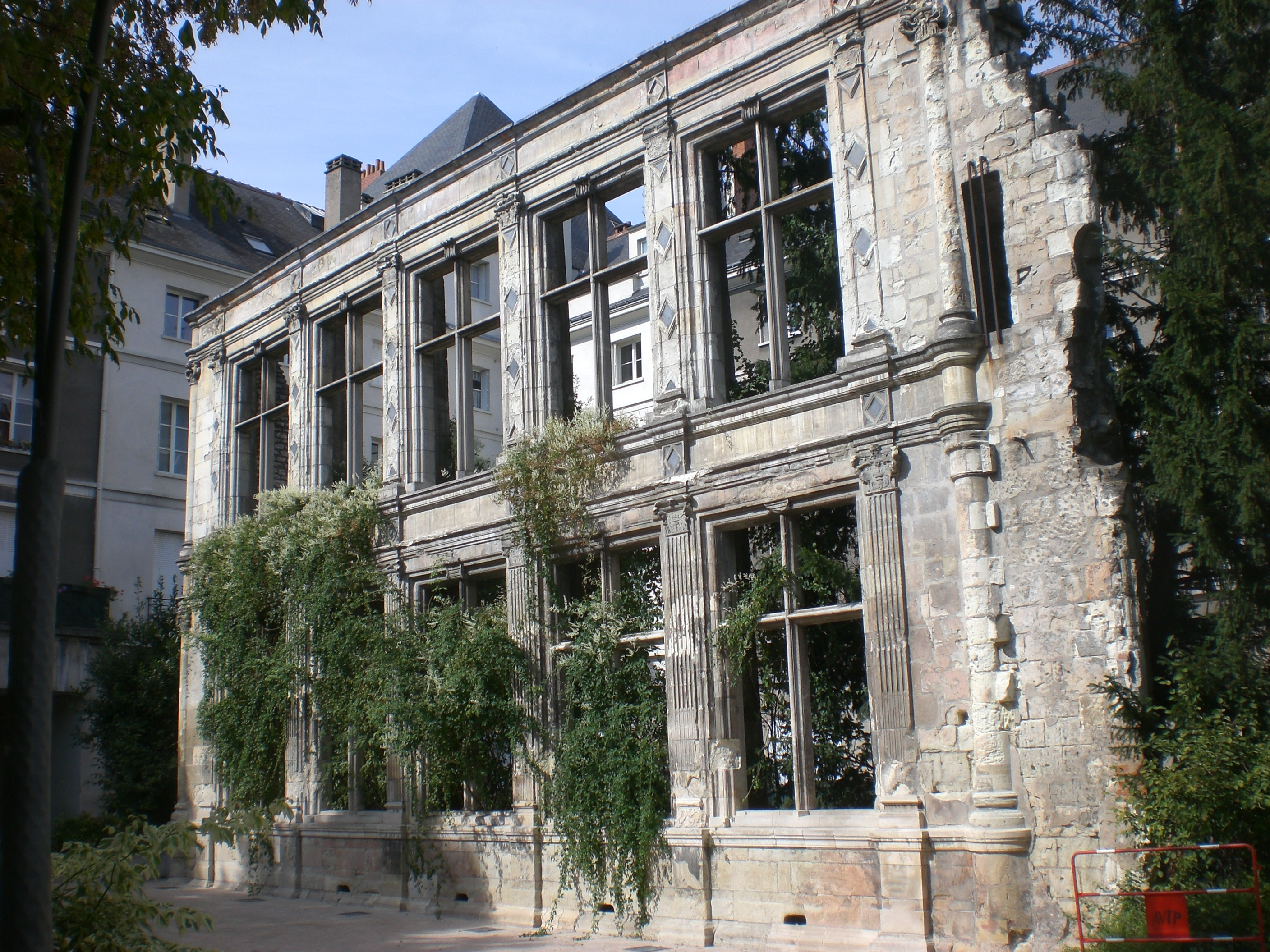
L'Hôtel Beaune-Semblançay.
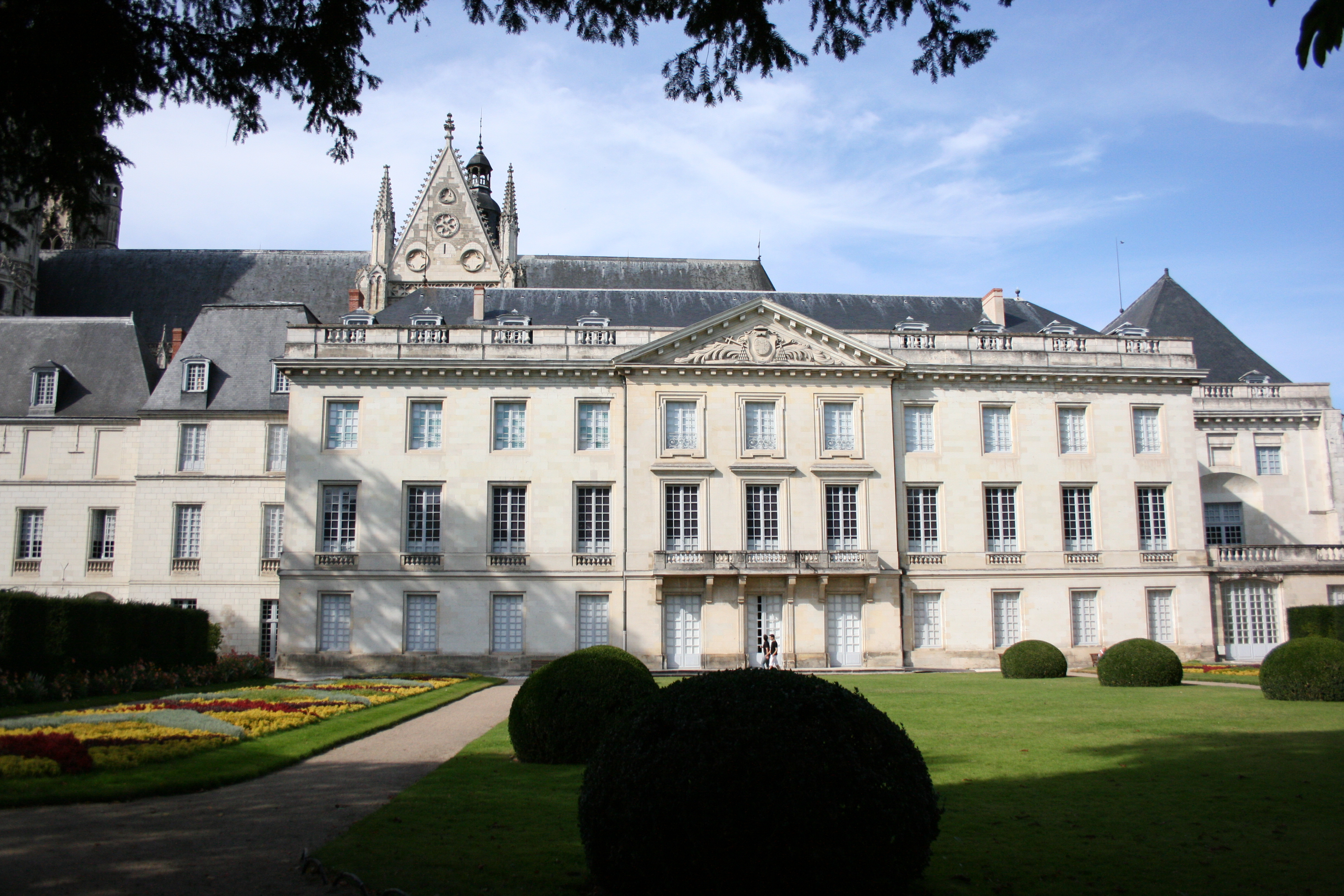
Palazzo Arcivescovile.
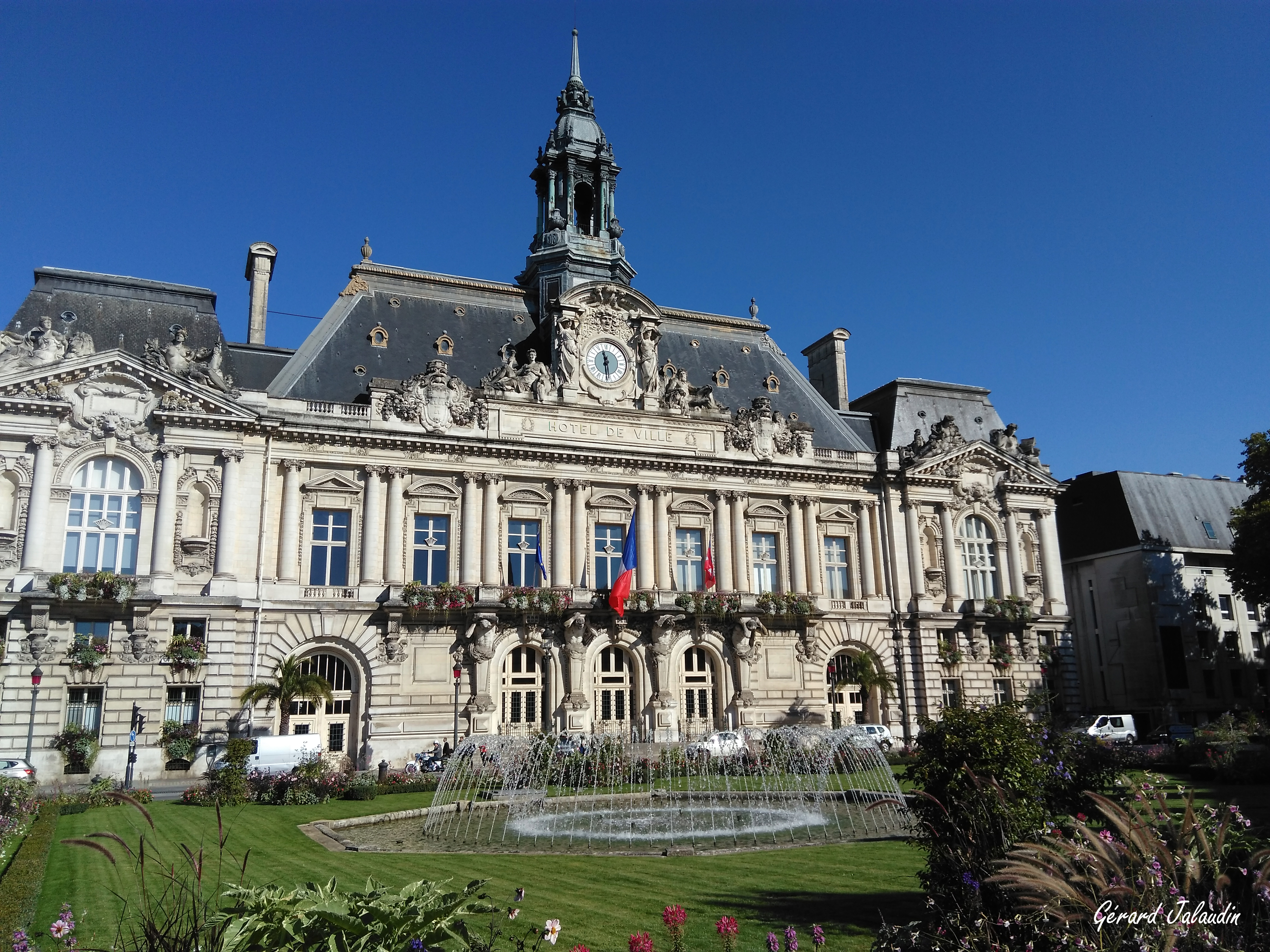
L'Hôtel de Ville.

## Società

### Evoluzione demografica
Abitanti censiti

## Cultura
Tours offre una ricca e varia vita culturale.
L'opera lirica ha la sua sede nel Grand Théâtre, mentre il Centro di arte drammatica regionale (Centre dramatique régional) ha la sua sede presso il Nouvel Olympia. Il Centro coreografico nazionale (Centre choréographique national) promuove un annuale festival di danza. L'orchestra sinfonica della regione del Centre ha sede a Tours e può appoggiarsi ai giovani talenti che escono dal liceo a indirizzo musicale "Francis-Poulenc" e dal Conservatorio nazionale di regione. Le feste musicali della Touraine si svolgono nell'originale e prestigioso quadro del Granaio del Meslay (Grange de Meslay), mentre il festival di canto corale del "Florilegio vocale" (Florilège vocal) si tiene in diverse sale da concerto e sulle vie pedonali del centro.
Il centro internazionale per congressi "Vinci" offre una sala per spettacoli di 2.000 posti e lo "Spazio Malraux" (Espace Malraux) di Joué-lès-Tours una sala da 1.250 posti. Esistono inoltre due multisale cinematografiche, che hanno segnato la decadenza dei diversi piccoli cinema del centro cittadino, con la notevole eccezione degli "Studios", complesso artistico e per cinema d'essai del quartiere della cattedrale, con una programmazione eclettica.
Infine, oltre a numerosi locali di ogni grandezza, dalla cantina dei Trois Orfèvres (dei Tre Orefici) al teatro "Leonardo da Vinci" o Petit Faucheux (scena nazionale per il jazz), dispone di una grande sala per concerti (Grand Hall).

## Infrastrutture e trasporti
Tours dispone di una situazione geografica privilegiata.
Sebbene diversi nomi di strade e quartieri facciano riferimento alla navigazione fluviale, la Loira non è attualmente più navigabile.
Quasi circondata da un raccordo periferico in corso di completamento, la città è servita da cinque rami autostradali: da 30 anni la A10 tra Parigi e la Spagna sfiora la città, mentre la A28 (Rouen-Tours) e la A85 (Lione-Nantes) sono in corso di completamento dopo numerose vicissitudini. Numerosi collegamenti trasversali con strade nazionali (N10, N76, N138, ecc.) completano questa rete.
La città ha sempre goduto di un'ottima collocazione nella rete ferroviaria. Nel tempo alcune linee sono state soppresse, ma dal 1990 è servita dal TGV: tranne il quadrante nord-orientale, tutte le regioni francesi sono accessibili in treno da Tours in modo diretto, in maggioranza tramite TGV. Esistono due importanti stazioni ferroviarie: stazione di Tours e stazione di Saint-Pierre-des-Corps, quest'ultima è uno dei principali centri di manutenzione ferroviaria della Francia.
Sede di una compagnia aerea una volta prospera (TAT), non è mai stata uno scalo aeroportuale di primaria importanza e in tutta la sua storia non sono mai stati sorpassati i 20.000 passeggeri annuali. A partire dal 2001 diversi voli regolari verso Lione, Londra e la Corsica e numerosi voli charter hanno rivitalizzato l'aeroporto di Tours Val de Loire, che nel 2004ha toccato la soglia dei 100.000 passeggeri annuali.
L'agglomerato di Tours è servito dalla rete di autobus Fil Bleu (30 linee e 230 autobus) ed è in corso di studio un progetto per l'inserimento di un tram. Il resto del dipartimento è collegato alla città per mezzo della rete di autobus "Fil Vert".

## Amministrazione

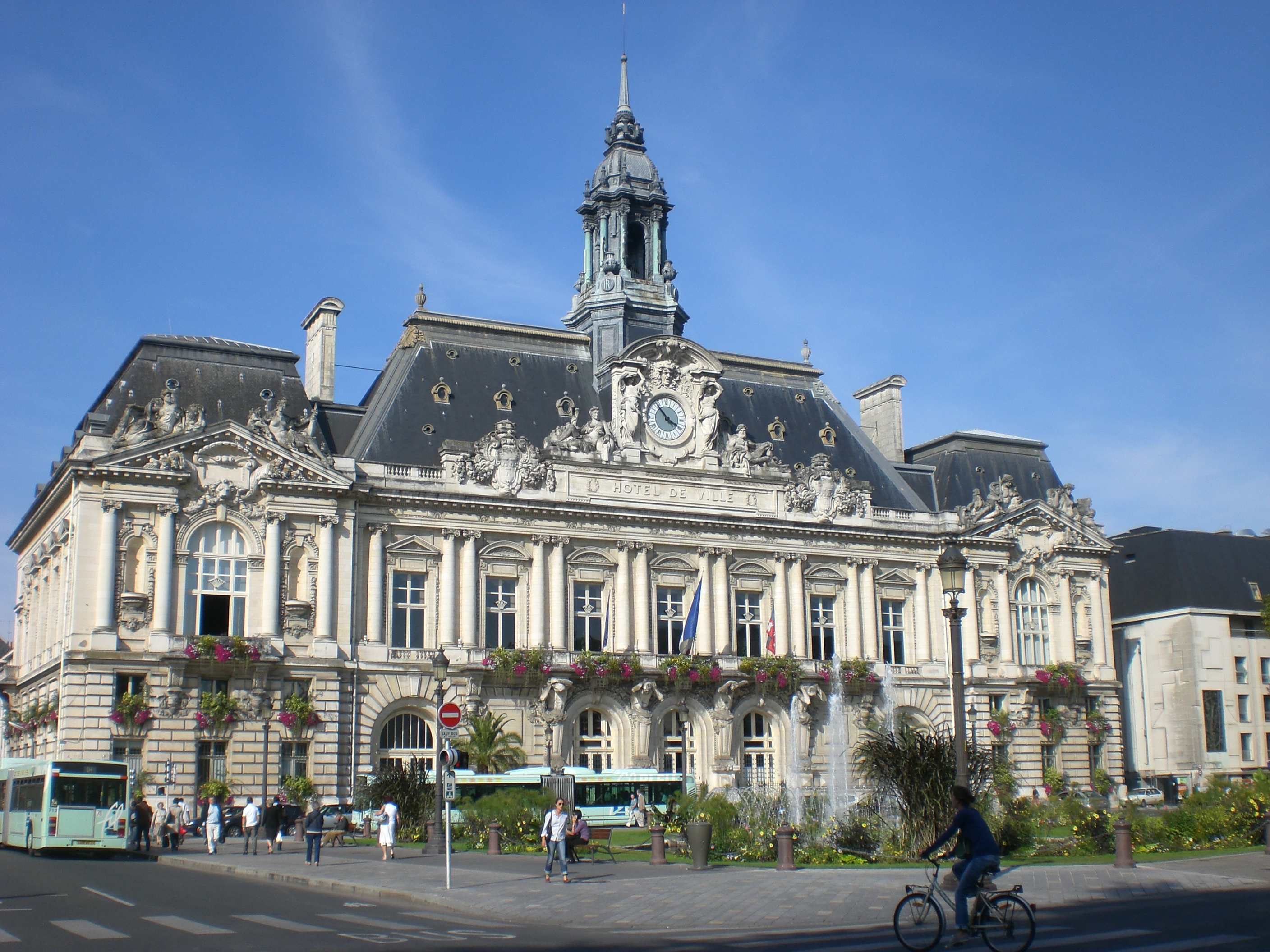
Il municipio

Nel XX secolo i sindaci di Tours sono stati:
- 1899-1912: Eugène Pic-Paris
- 1912-1919: Albert Letellier
- 1919-1925: Camille Chautemps
- 1925-1942: Ferdinand Morin
- 1942-1944: René Guerrier
- 1944-1947: Jean Meunier
- 1947-1959: Marcel Tribut
- 1959-1995: Jean Royer
- 1995-2014: Jean Germain
- 2014 : Serge Babary

Nel 1964 il comune ha assorbito una parte dei suoi sobborghi periferici, i comuni di Sainte-Radegonde-en-Touraine e di Saint-Symphorien e una piccola parte del comune di Joué-lès-Tours.
Si deve inoltre notare che i comuni della seconda corona intorno alla città hanno per lungo tempo preferito riunirsi in comunità di comuni separate dall'agglomerazione urbana di Tours, la cui area urbana comprende una quarantina di comuni.
Tours è capoluogo della omonima circoscrizione (arrondissement), una delle 3 in cui è suddiviso il dipartimento.

### Cantoni
Fino alla riforma del 2014, il territorio comunale della città di Tours era suddiviso in 7 cantoni:
- Cantone di Tours-Centre
- Cantone di Tours-Est
- Cantone di Tours-Nord-Est
- Cantone di Tours-Nord-Ovest
- Cantone di Tours-Ovest
- Cantone di Tours-Sud
- Cantone di Tours-Val-du-Cher

ciascuno comprendente una parte della città di Tours e nessun altro comune.
A seguito della riforma approvata con decreto del 18 febbraio 2014, che ha avuto attuazione dopo le elezioni dipartimentali del 2015, il territorio comunale della città di Tours è stato suddiviso in 4 cantoni:
- Cantone di Tours-1
- Cantone di Tours-2
- Cantone di Tours-3
- Cantone di Tours-4

ciascuno comprendente una parte della città di Tours. Nessun altro comune è incluso nei cantoni.

## Gemellaggi e accordi internazionali
Tours è gemellata le seguenti città:
- Mülheim an der Ruhr, dal 1962
- Segovia, dal 1972
- Parma, dal 1976
- Luoyang, dal 1982
- Springfield, dal 1984
- Trois-Rivières, dal 1987
- Takamatsu, dal 1988
- Brașov, dal 1990
- Minneapolis, dal 1991

Accordi internazionali :
- Szombathely, dal 2003
- Settat, dal 2002
- Marrakech, dal 2003

## Sport

### Pallavolo
La principale squadra di pallavolo della città è il Tours Volley-Ball che nella stagione 2010-2011 ha vinto la sesta Coppa di Francia e la Coppa dei Campioni nella stagione 2004-05.
Esiste anche una squadra femminile di pallavolo, la squadra di Saint-Cyr sur la Loire.

### Hockey
La squadra di hockey su ghiaccio è l'ASG Tours che ha vinto il campionato francese nel 1980 e per tre volte la Coppa di Francia. Dopo aver raggiunto la finale della Ligue Magnus nella stagione 2004-05, è stata retrocessa in serie D2 a causa di problemi finanziari.

### Calcio
La principale squadra di calcio della città è il Tours FC, club che ha vissuto un periodo di fasti negli anni 1970 e 1980 con quattro stagioni giocate in prima serie (élite) e due semifinali della Coppa di Francia (1982 e 1983). Nella stagione 2004-05 ha giocato nella terza serie sfiorando l'accesso alla Ligue 2.

### Basket
La squadra di basket ASPO Tours è stata campione di Francia nel 1976 e nel 1980 e finalista della Coppa delle Coppe 1976. Si è recentemente fusa con la squadra di Joué-lès-Tours per non scomparire: la nuova squadra (Tours Joué Basket) gioca in quarta serie (Nationale 2).

### Ciclismo
La città è legata alla tradizione ciclistica: dal 1896 vi si svolge ogni anno la corsa della Parigi-Tours, detta la "classica delle foglie morte".